# Carlos Manuel
Carlos Manuel Correia dos Santos (Moita, Moita, 15 de Janeiro de 1958) é um ex-futebolista português. Foi considerado um dos melhores médios ofensivos portugueses da década de 80, tanto pelo SL Benfica como pela selecção.

## Carreira

### Clubes
Em termos clubísticos, começou a jogar futebol no Grupo Desportivo da CUF do Barreiro, seguindo-se, em 1977 o Barreirense. Em 1979, com a descida do clube à 2ª divisão, transferiu-se para o Benfica e por lá ficou até 1987. Com a camisola encarnada ganhou 4 campeonatos, 5 Taças de Portugal e 2 Supertaças. Em Dezembro de 1987 foi cedido ao FC Sion, e em 1988 voltou a Portugal, desta vez para jogar no Sporting. Em 1990 assinou contrato com o Boavista, jogando pelos "axadrezados" até 1992. Jogou os seus dois últimos anos da carreira, entre 1992 e 1994, no Grupo Desportivo Estoril Praia, onde foi, durante os últimos meses, jogador-treinador da equipa. Colocou um ponto final na sua carreira aos 36 anos, para seguir a carreira de treinador.

## Seleção
Por Portugal, foi internacional 42 vezes, marcando 8 golos, dois deles com sabor especial: o golo que marcou, a 28 de Outubro de 1983 frente à Polónia, em Wrocław, que colocou Portugal a um passo do Euro '84; e, sobretudo, o golo frente à República Federal da Alemanha, a 16 de Outubro de 1985, em Estugarda, que garantiu a presença da "equipa das quinas" no Mundial '86. Neese Mundial, Carlos Manuel apontou o golo da vitória sobre a Inglaterra, na 1ª jornada: seria o seu último com a camisola das quinas, pois o jogador quis deixar de jogar pela selecção Nacional de Portugal após o Mundial, na sequência do Caso Saltillo. Por várias vezes a Federação Portuguesa de Futebol pediu para Carlos Manuel voltar a vestir a camisola das quinas mas este recusou jogar por esta, enquanto algumas coisas na Federação não mudassem.

## Como treinador
Como treinador, treinou o Grupo Desportivo Estoril Praia, Salgueiros, Sporting, Braga, Campomaiorense, Santa Clara, Olivais e Moscavide e Atlético.
No final de 2008 assumiu o cargo de treinador do Clube Oriental de Lisboa.
Em 2011 assumiu o cargo de treinador do Primeiro de Agosto, clube da 1ª divisão angolana. Desde 2012, treina a Guiné-Bissau.